# Nuevas Guerras Sith
En los universos fantásticos de la Guerra de las Galaxias las Nuevas Guerras Sith se producen casi dos mil años después de la Guerra Sith ( 3996 aBY- 3986 aBY). En las Nuevas Guerras Sith los Jedi luchan contra los Sith en una guerra a muerte. Lord Kaan convoca una batalla en el planeta de Ruusan. Mueren todos los Sith y todos los Jedi que se encontraban en ese planeta, y sobreviven los demás. En los años siguientes de esta fría guerra, los Sith son exterminados, excepto Darth Bane, que crea una Nueva Orden Sith en la cual solo puede haber un maestro y un aprendiz. Las Nuevas Guerras Sith finalizan en el 1032 aBY.